# Waadtländer Alpen
Die Waadtländer Alpen – französisch Alpes Vaudoises – sind ein Teil der Westalpen in der Schweiz. Sie werden auch als südwestliche Verlängerung der Berner Alpen angesehen und als westliche Berner Kalkalpen bezeichnet. Nach dem Vorschlag einer Gliederung der Alpen unter der Abkürzung SOIUSA aus dem Jahr 2005 sind sie der westliche Unterabschnitt 12.III der Berner Alpen im weiteren Sinne.
Im Alpinführern des Schweizer Alpen-Clubs, dem Guide des Alpes et Préalpes vaudoises, werden die Waadtländer Alpen mit den Waadtländer Voralpen zusammengefasst. Die Waadtländer Alpen liegen in den Kantonen Waadt und Wallis in der Schweiz. Der höchste Gipfel ist Le Sommet des Diablerets, der 3216 m ü. M. erreicht.

## Begrenzungen nach SOIUSA
Die Waadtländer Alpen werden im Süden und Westen durch das tief eingeschnittene Tal der Rhone begrenzt. Ausserdem grenzen sie:
- im Norden an die Waadtländer Voralpen, getrennt durch (von West nach Ost) Gryonne, Col de la Croix, Dar und Col du Pillon
- im Osten an die Berner Alpen, getrennt durch den Sanetschpass

| Gipfel                         | Höhe   | Schartenhöhe | Gebirgsgruppe  |
| ------------------------------ | ------ | ------------ | -------------- |
| Le Sommet des Diablerets       | 3216 m | 974 m        | Les Diablerets |
| Oldenhorn / Becca d'Audon      | 3123 m | 307 m        | Les Diablerets |
| Grand Muveran                  | 3051 m | 1013 m       | Muveran        |
| Tête Ronde                     | 3036 m | 108 m        | Les Diablerets |
| Sex Rouge                      | 2972 m | 141 m        | Les Diablerets |
| Haut de Cry                    | 2969 m | 515 m        | Muveran        |
| Dent de Morcles                | 2969 m | 466 m        | Muveran        |
| Sanetschhorn / Mont Brun       | 2924 m | ca. 225 m    | Les Diablerets |
| Dent Favre                     | 2917 m | 316 m        | Muveran        |
| Tête à Pierre Grept            | 2904 m | ca. 200 m    | Muveran        |
| Grand Chavalard                | 2901 m | 447 m        | Muveran        |
| Gstellihorn / Dent Blanche     | 2820 m | 139 m        | Les Diablerets |
| Petit Muveran                  | 2811 m | 265 m        | Muveran        |
| Culan                          | 2789 m | 122 m        | Les Diablerets |
| Six du Doe                     | 2725 m | 129 m        | Muveran        |
| Pointe d'Aufalle               | 2725 m | ca. 103 m    | Muveran        |
| Dent de Chamosentse            | 2721 m | 178 m        | Muveran        |
| Mont Gond                      | 2710 m | 396 m        | Les Diablerets |
| Sé Tremblo                     | 2703 m | 119 m        | Muveran        |
| Pointe de Chémo                | 2628 m | ca. 173 m    | Muveran        |
| La Fava                        | 2612 m | ca. 265 m    | Les Diablerets |
| Mont à Cavouère                | 2612 m | 122 m        | Muveran        |
| Schluchhorn                    | 2582 m | ca. 120 m    | Les Diablerets |
| Les Mountons                   | 2569 m | 109 m        | Les Diablerets |
| Grand Château                  | 2497 m | 99 m         | Muveran        |
| Le Diabley                     | 2469 m | 110 m        | Muveran        |
| Six Armaille                   | 2426 m | ca. 113 m    | Muveran        |
| Arrête de L'Argentine          | 2422 m | 393 m        | Muveran        |
| Mittaghorn                     | 2333 m | 104 m        | Les Diablerets |
| Pointe des Savolaires          | 2294 m | 174 m        | Muveran        |
| Le Coin                        | 2229 m | ca. 130 m    | Les Diablerets |
| Höhenzug Seya - La Grand-Garde | 2195 m | 197 m        | Muveran        |
| Tour d'Anzeinde                | 2170 m | 127 m        | Muveran        |
| L'Ardève                       | 1507 m | ca. 250 m    | Muveran        |